# Contea di Oakland
Oakland è una contea dell'area sud-orientale dello Stato del Michigan negli Stati Uniti.

## Geografia fisica
La contea confina a nord-ovest e a nord con la contea di Genesee, a nord con la contea di Lapeer, a est con la contea di Macomb, a sud con le contee di Wayne e di Washtenaw ed a ovest con la contea di Livingston.
La contea ha una estensione di 2352 km² di cui circa il 4 % è costituito da acque. Il territorio è prevalentemente pianeggiante. La parte sud-orientale è quasi completamente urbanizzata e costituisce l'immediata area metropolitana di Detroit. Il capoluogo di contea è la città di Pontiac posta nell'area centrale.
Il fiume principale è il Clinton che ha origine da una serie di laghi ad ovest di Pontiac. Dopo aver bagnato la città di Pontiac scorre verso la foce nel lago St. Clair a oriente. Nell'area centrale ha origine il fiume Huron che scorre verso sud-ovest. Il corso dell'Huron è sbarrato da diverse dighe e alimenta diversi laghi artificiali. Tra questi è da ricordare il lago Kent nell'area occidentale.

## Storia
I primi abitanti del territorio della contea furono gli indiani Chippewa, Ojibwa, Ottawa e Potawatomi.
Nel 1818 venne istituita la Pontiac Company con lo scopo di promuovere la colonizzazione dell'area dell'attuale contea. La città di Pontiac fu fondata nello stesso anno nel luogo dove un antico sentiero indiano incrociava il fiume Clinton.
La contea fu istituita nel 1819 e nel 1820 contava solo 330 abitanti. Ma nel corso del XIX secolo la popolazione aumentò enormemente parallelamenta allo sviluppo industriale della contea. Pontiac diverrà uno dei centri principali dell'industria automobilistica americana con il marchio omonimo.

## Geografia antropica

### Città
| - Auburn Hills - Berkley - Birmingham - Bloomfield Hills - Clarkston - Clawson - Farmington Hills - Farmington - Ferndale - Hazel Park - Huntington Woods - Keego Harbor - Lake Angelus - Lathrup Village - Madison Heights | - Northville - Novi - Oak Park - Orchard Lake Village - Pleasant Ridge - Pontiac - Rochester Hills - Rochester - Royal Oak - South Lyon - Southfield - Sylvan Lake - Troy - Walled Lake - Wixom |

### Villaggio
| - Beverly Hills - Bingham Farms - Franklin - Holly - Lake Orion | - Leonard - Milford - Ortonville - Oxford - Wolverine Lake |

### Townships
| - Addison Township - Bloomfield Charter Township - Brandon Township - Commerce Charter Township - Groveland Township - Highland Charter Township - Holly Township - Independence Charter Township - Lyon Charter Township - Milford Charter Township - Novi Township | - Oakland Charter Township - Orion Charter Township - Oxford Charter Township - Rose Township - Royal Oak Charter Township - Southfield Township - Springfield Township - Waterford Charter Township - West Bloomfield Charter Township - White Lake Township |

### Area non incorporata
| - Andersonville - Austin Corners - Brandon Gardens - Bunny Run - Campbells Corner - Charing Cross - Clintonville - Clyde | - Commerce - Davisburg - Drayton Plains - East Highland - Five Points - Four Towns - Gingellville - Glengary | - Goodison - Groveland Corners - Hickory Ridge - Highland - Huron Heights - Jossman Acres - Kensington - Lake Orion Heights | - Lakeville - New Hudson - Newark - Oak Grove - Oakley Park - Oakwood - Oxbow - Perry Lake Heights | - Rose Center - Rose Corners - Rudds Mill - Seven Harbors - Springfield - Thomas - Union Lake - Walters | - Waterford - Waterstone - West Highland - Westacres - White Lake |